# Санжарь, Надежда Дмитриевна
Наде́жда Дми́триевна Санжа́рь (1875, Новочеркасск — 1933, Москва) — писательница, известная своим экстравагантным поведением. Одна из самых одиозных фигур в русской литературе начала XX века.

## Биография

### Ранние годы
Родилась в сентябре 1875 г. в Новочеркасске. Она была дочерью проститутки и уголовника (государственного крестьянина, отсидевшего срок за уголовное преступление). После революции она стала приписывать себе пролетарское происхождение и называла себя «дочерью столяра и кухарки».
Её ранняя биография известна только по её собственным словам, а она меняла версии в зависимости от того, с кем общалась. Иногда она называла себя внебрачным ребёнком, иногда утверждала, что у неё был «замечательный отец». Но чаще она рассказывала о мучениях и унижениях, испытанных в детстве. Вот что она писала А. А. Суворину:
Рожденная вне брака, я не была брошена в приют, а мои родители пожелали дать мне имя и найдя бездетную чету согласившуюся за деньги взять меня и окрестить, как свою дочь… Оставшись без мужа и вкусив прелесть разгульной жизни моя приемная мать отбившись от труда падала все ниже и ниже. Как только стала я помнить себя, то кроме голода и побоев ничего хорошаго не помню… Она голодом морила меня и чего я только не видела и не перенесла и если осталась жива, то как какоето чудо… Так продолжалось до 9 лет и однажды избитая я была выгнана на улицу просить милостыню и действительно мой измученный вид мог собрать мне денег, но я скорей умерла бы а руки не протянула. Пошла искать себе места и мне удалось умолить хозяина одной булочной (это было в Харькове) и меня приняли. И вот я мою полы, бегаю на посылках и наконец получаю жалованье сначала 1 руб. а потом и гораздо больше получала. Пища и отсутствие побоев поправили меня, деньги мои мать все заберала… Одна продавщица купила мне азбуку и научила читать и писать. Способности у меня были удивительныя.

В письме к Вересаеву она, впрочем, утверждала, что 
обучилась съ грехомъ пополамъ грамоте въ безплатной школе.
Так или иначе, уровень образования (и элементарной грамотности) у Санжарь был крайне низок. Её тексты пестрят орфографическими и иными ошибками. Это не мешало Санжарь считать себя писательницей.

### Петербургский период
В начале 1900-х годов Санжарь переехала в Петербург, где начала печататься, преимущественно в детских журналах («Красные зори», «Живописное обозрение для детей», «Игрушечка»).
Приблизительно в это время она вышла замуж за Семёна Моисеевича Бриллианта — журналиста и художественного критика. В повести «Дадя» С. М. Бриллиант выведен под именем Семёника — писателя-еврея, который помог героине, на ней женившись, но оказался при этом не способен исполнять супружеские обязанности.
Сам Бриллиант охарактеризовал жизнь с Санжарь так:
Надежда Дмитриевна Санжарь, в течение ряда лет, была для меня к<а>к-бы приёмной дочерью, пока не разлучила нас война, задержавшая меня за границей, а затем, с последовавшими событиями, прекратилась у нас и переписка, и я совершенно потерял её из виду.
С 1902 года она стала предпринимать шаги, направленных на то, чтобы войти в литературные круги. Она написала множество писем, адресованных самым разным людям, пытаясь возбудить в них сочувствие и жалость и получить какую-то помощь. Обычно она рассказывала о себе, а потом заявляла, что является женой импотента, и желает зачать ребёнка от какой-нибудь знаменитости. С соответствующим предложением она обращалась к Вячеславу Иванову, Александру Блоку и многим другим деятелям культуры.
Описание типичного «прихода Санжарь» имеются в воспоминаниях Осипа Дымова:
В комнату вошла женщина лет 28 с бледным страдальческим лицом, с серыми, якобы холодными глазами, хотя в действительности они были жадными и недобрыми, одетая в чёрное, просто, но со вкусом. Её темные волосы были гладко зачесаны назад, оставляя открытым умный, красивой формы лоб. Что-то монгольское было в её облике…
Она назвала свое имя: Надежда Санжарь (םאַנדזאַר). Она была казачкой, родилась на берегу Дона. Её отец и вся семья были казаками. Горячая кровь текла в её жилах. Страсть к жизни, к любви, к рождению ребёнка была в ней очень сильна. Но она была связана, по её словам, с больным, слабым мужем. Она даже назвала его имя. Он был евреем, естественно, крещеным. Я его как-то случайно видел. Мужчина лет сорока, с большой плешью, с преждевременно поседевшей бородкой, с кисло-печальным апатичным взглядом. Меньше всего этот еврей подходил для роли мужа донской казачки…
— Желаете ли Вы быть отцом моего будущего ребёнка? — спросила она, и её гипнотический холодно-горячий требовательный взгляд впился в мое лицо. — Я от Вас ничего не потребую. Вы будете свободны. У Вас не будет никаких обязательств, никакой ответственности за ребёнка. Это будет мой ребёнок, а не Ваш. Если хотите, я могу дать Вам заранее бумагу об этом.

Некоторое время спустя я узнал, что она приходила к Александру Блоку, известному поэту, но его жена, дочь гениального химика Менделеева, выгнала её. Писатель Леонид Андреев также рассказал мне о её визите. Он почувствовал себя очень неловко, когда я сказал, что она была у меня ещё раньше… Он так же просил её оставить его в покое.
Появления Санжарь с её предложением «стать отцом её ребёнка» стали притчей во языцах. Так, Блок, узнав, что Санжарь посетила Вячеслава Иванова, отправил последнему ехидную телеграмму:
Телеграмма 29 апр. 1907 г.
Тавр<ическая> 25. Вячеславу Ивановичу Иванову.
Дан ли зародыш. Не скупитесь.

Блок и Сомов.
В 1909 г. в журнале «Образование» вышла в свет её автобиографическая повесть «Записки Анны», обратившая на себя внимание критики. В частности, на неё откликнулся Блок. Автор призывала отказаться от половой жизни ради напряженной внутренней работы по созиданию одухотворенной гармоничной личности. Героиня повести Анна среди окружающих её «выродков» не может найти мужчину, который был бы её достоин.
Примерно то же самое содержание имели другие её книги, выпущенные в Петербурге и в Москве в те же годы.
В 1913 году Санжарь познакомилась с киевским промышленником, общественным деятелем, коллекционером и меценатом Б. И. Ханенко, в отношениях с которым пыталась реализовать ту же модель «духовного сожительства», что и ранее с Брилиантом: взаимное влияние друг на друга с последующим изменением личности рассматривается как «духовное зачатие», а написанные книги и возникшие идеи — как «духовные дети». В течение нескольких лет Ханенко помогал ей материально, дал возможность жить за границей (1914—1916 — Италия, Франция, Германия, Швейцария), издавал на свои средства её книги.

### Советское время
Взгляды на половой вопрос и ненависть к интеллигенции сближали Санжарь с большевиками. В 1920 году в Киеве она вступила в ВКП(б) и вскоре переехала в Москву, где руководила работой Литературный отдел Наркомпроса (ЛИТО) вместе с В. Я. Брюсовым, а затем с А. С. Серафимовичем. Послереволюционное творчество Санжарь не получило признания. Её произведения не принимались к печати, советская среда не воспринимала её всерьёз. В 1922 году, оскорбившись пренебрежением, Санжарь отказалась от партбилета. После 1923 года почти не печаталась, состоя «при Месткоме писателей на положении „лит-приживалки“». В 1924 году Комиссией по улучшению быта учёных (КУБУ) Санжарь была оценена по нулевой категории, а в 1927 году исключена из КУБУ. До 1925 года оставалась без работы. Работала (1925—1930) в профсоюзе Мосгоркома писателей казначеем, техником, затем секретарём Союза революционных драматургов. Яростно отстаивала право считаться пролетарской писательницей, полемизируя сначала с А. К. Воронским, потом с Московской ассоциацией пролетарских писателей (МАПП). Около 1927 года была исключена из МАПП, после чего начала безуспешно хлопотать о возвращении в партию. В итоге добилась разрешения печататься под псевдонимами и выпустила три книги: переработку романа Р. Джованьоли «Спартак» (М.—Л., 1928; без указания имени Санжарь), детскую повесть об итальянских коммунистах «Зелёные братья» (М., 1929; под фамилией Брилиант) и повести об организации трудовой артели беспризорных «Подшефные коммуны № 5» (М.—Л., 1929; под псевдонимом Мих. Авилов). В 1930 году вышла на пенсию. В 1931 году вступила в Литфонд. Умерла от рака груди в полном одиночестве в марте 1933 года. Похоронена на Донском кладбище.